# Funtana
Funtana (tal. Fontane) je općina u Hrvatskoj. Nalazi se u Istarskoj županiji.

## Općinska naselja
Jedino općinsko naselje je Funtana – Fontane. 

## Zemljopis
Centar zapadne obale Istre, 6 km južno od Poreča.

## Stanovništvo
Prema popisu iz 2001. godine, naselje Funtana (koje je tada bilo u sastavu općine Vrsar) imalo je 831 stanovnika. Prema popisu iz 2021. godine, općina Funtana imala je 919 stanovnika.
| broj stanovnika | 273   | 301   | 342   | 418   | 518   | 590   | 640   | 752   | 663   | 567   | 480   | 460   | 614   | 671   | 831   | 907   | 911   |
|                 | 1857. | 1869. | 1880. | 1890. | 1900. | 1910. | 1921. | 1931. | 1948. | 1953. | 1961. | 1971. | 1981. | 1991. | 2001. | 2011. | 2021. |

## Povijest
Općina Funtana ustrojena je 2006. godine, izdvajanjem iz općine Vrsar.
Postoje materijalni tragovi o tome da je teritorij Funtane bio naseljen još u kasnom neolitiku, te da postoji kontinuitet naseljavanja funtanjanske obale sve od 3. ili čak 4. tisućljeća prije naše ere.
Postojanje jedinstvenog teritorijalnog područja na predjelu današnje Funtane sasvim se sigurno može dokumentirati od rimskog razdoblja. Od mnogobrojnih nalaza antike svakako se kao najimpresivniji zahvat u ambijent ističu ostaci centurijacije, odnosno podjela teritorija koje postajemo svjesni pogledamo li obilje zračnih fotografija kojima se prikazuju ljepote funtanjanske obale i zaleđa. Naime, ne samo Kampaladanja već i druga polja što okružujući prate obalnu liniju još nose, kroz svoju pravilnu četvrtastu podjelu tragove ortogonalnog sustava koji obilježava osnovnu rimsku intervenciju u krajolik.
Tu su također i komunikacije koje su bile uglavnom određene pravilnim četvorinama teritorijalne podjele. Tijek tih karda i dekumana teritorij Funtane često otkriva, a dijelovi takvih cesta koriste se sve do naših dana. Iz same Funtane te iz njezine neposredne okolice (Valkanela, Mulandrija) kretale su neke od najbitnijih rimskih regionalnih prometnica u Istri, koje su vodile u njezinu unutrašnjost.
Na prostoru današnje Zelene Lagune nalazila se važna rimska vila, čije su strukture konzervirane i moguće ih je razgledati, a ta je vila imala poseban akvedukt koji ju je povezivao s područjem Perila ili Funtane, od kojega proizlazi i sam naziv mjesta.
Područje Funtane i Zelene Lagune u srednjovjekovnom razdoblju predstavlja jedan samostalni feud. Vlasništvo s pravima nadarbina, desetina, ubiranja poreza, već je veoma rano pripadalo porečkom biskupu, bez obzira na autentičnost tzv. Eufrazijeva privilegija, jer su se negdašnji glavni veliki posjedi na obali tijekom ranosrednjovjekovnog razdoblja uglavnom našli s potvrdama u posjedu crkve. Tako se s priličnom sigurnošću može tvrditi da je posjed s vilom koju preslojava starokršćanska crkva prelazio gospodare od Ostrogota, Bizantinaca i Karolinga, ako već ranije nije došao u crkveni posjed.
Prvi srednjovjekovni dokument što usput otkriva staru glavnu ekonomsku djelatnost zaljeva potvrđuje vlasništvo porečkog biskupa Fulkerija iz 1216. godine koji uvalu između Plave i Zelene Lagune udjeljuje u feud D. Balduinu i njegovim muškim nasljednicima. Dokument je napisan u crkvi sv. Mavra, odnosno katedrali. U njemu se izričito navodi kako treba urediti solane na mjestu gdje su već postojale ("ad aedificandas salinas, quae quondam fuerunt salinae..."), što bi moglo značiti da se i u antičko doba ovdje proizvodila sol, te da je vila bila u toj funkciji.
Treba spomenuti kako se tada ne spominje nikakvo naselje, a sam rad na tako velikim solanama nije moguć bez većeg broja ljudi, da se naselja i kasnoantičke topografije mijenjaju, te da se već razvija mjesto na današnjem položaju Funtane.
Po prvi put u vrelima Funtana se izričito spominje 1331. godine, ali je očito da naselje postoji od ranije, kao i da još od rimskog razdoblja na području Perila dekuman, koji je započinjao svoj tijek na tom mjestu, nije mogao biti sagrađen i planiran nego iz arhitekture. Osim voda, solana, ribarstva, uzgajališta i poljoprivrede u zaleđu, veoma su značajni kamenolomi što su se uz obalu na području Funtane nalazili na više mjesta. Uz bijeli vapnenac spominju se i kave mandulata, specifičnog kamena rožnate grumenaste strukture.
Forma srednjovjekovnog spominjanja (Fontana Georgiana) također govori o tome da je po predijalnom toponimu u samom mjestu ili blizini bila rimska vila, a od tuda potječe imenski pridjev po obitelji koji su nekoć bili vlasnici praediuma. Očito je i u srednjem vijeku područje Funtane obilovalo raznim djelatnostima, naseljima, a jedno se nalazilo uz crkvu Blažene Djevice Marije od Milosti, koja je proširena u 16. st., ali je njen stari prednji dio srednjovjekovni.
Tako su od gradina na funtanjanskim otocima, rimskim lokalitetima od Zorne, preko Perila do Valkanele, te čitavom podjelom bogatog teritorija zaleđa, područja Funtane bila nanovo uzdržavana tijekom srednjovjekovlja sa značajnim uporištem u izvorima na području Perila, gdje i titular sv. Marije, koji nosi tamošnja crkva, svjedoči o starini i predsrednjovjekovnom korištenju prostora s kojim je nicao jedan od bitnih dekumana što s obale, kako je opisano, teče prema unutrašnjosti. Novo vrijeme, posebno kraj 16. st., donio je Istri kao i području Funtane niz poteškoća, ratove, glad, smanjenje stanovništva, novodoseljenike, a također i nove gospodare.
Zemljovidi Istre s kraja 18. st. već u tri objelodanjena primjerka donose granice funtanjanskog feuda što za razliku od vrsarskog, kojeg upravo tada priključuju Mletačkoj Republici, zadržava samostalnost. Vidljivo je to na zemljovidima kojima su autori Giovanni Valle (1792.) i Giovanni Antonio de Capellaris (1797.). Prvi autor svoje djelo temelji na starijoj karti Istre iz 1784. godine gdje je isprekidanom linijom identično ranijima ucrtan teritorij funtanjanskog feuda s naznačenim glavnim morfološkim karakteristikama unutrašnjosti i obale, te obilježenim glavnim toponimima. Obilježeni su i glavni položaji rasprostiranja kuća.
U to je vrijeme Funtana imala uz Kaštel i crkvu sv. Bernarda sa zvonikom i pedesetak kamenih kuća koje su okruživale sjedište feuda. Pored Perila u kamenoj arhitekturi nalazila se crkva BDM od Milosti okružena starim grobljem koje od 1907. seli do crkve Karmelske Gospe (1631.). U sjevernoj uvali podno naselja sve karte i opisi donose podatke o mirnoj luci, a uz samu cestu i križanje prema izvorima (Perila), nalazi se i freskama oslikana crkvica sv. Lucije sagrađena 1750., a još danas s preslicom i zvonom u pročelju. Postoje, međutim, znatno stariji prikazi s crtežima Funtane, među kojima se ističe ilustracija u opisu Istre kojem je autor Prospero Petronio iz 1681. godine.
Već je gotovo jedno stoljeće Funtana bila feud obitelji Borisi što su se iz Bara, bježeći pred Turcima, naselili u Kopar i potom od 1595. godine započeli povremeni, a nakon 1610. i dovršenja njihove palače koju Funtanjani nazivaju Kaštelom, i stalni boravak.
Vlasnički nije na Bernarda Borisija Funtana prešla izravno. U 15. stoljeću, kao dio dobra sv. Maura odnosno biskupsko vlasništvo, pripisana je porečkom katedralnom kaptolu. Čini se da su kanonici upravo prepustili pazenatičkom kapetanu, čije je sjedište bilo u Svetom Lovreču i kasnije Rašporu (odnosno Buzetu). Tako je tek uži teritorij Funtane pod vlasništvom kaptola u prvo vrijeme prodan Bernardu Borisiju 1595., a tek je znatno kasnije, nakon izgradnje crkve posvećene sv. Bernardu (1621.), zvonika, normalizacije života u feudu, porečki kaptol uz obaveze uzdržavanja crkve i svećenika, Borisijevima i njihovom feudu nadodao zaljev Mulandria s dva poluotoka koji ga okružuju (danas Plava i Zelena Laguna). Nova župna kuća sagrađena je 1735. godine.
Svoje je gospodare Funtana zadržala i nakon 1788., pada Venecije 1797., te prve francuske uprave u Istri. Naime, 1805. godine je mjesto priključeno porečkom kotaru, ali su Borisi još na području Funtane polagali svoja feudalna prava koja su sasvim likvidirana tek 1869. godine. Za francuske i austrijske uprave zadržala je Funtana osim samostalne župe i poseban distrikt, što ga redovito donose karte 19. st., a odgovara teritoriju katastarske općine.
U Funtani se nalazi čitav niz pokretnih i nepokretnih kulturnih dobara. Znatan dio potiče iz crkava pa nosi sakralni karakter. Pala s Bogorodicom, Isusom i Svecima velikih je dimenzija, a datira se početkom 17. st. Zanimljive je ranobarokne kompozicije venecijanskih radionica, ali s prikazom Krista i Bogorodice u renesansnom stilu, po uzoru na istarskoga slikara Carpaccia, čiji se mnogobrojni radovi nalaze u Kopru, a Gospa je očito bila posebno draga Bernardu Borisiju, koji je prije izgradnje kaštela početkom 17. st. živio u Kopru. Tu su još sjajne srebrne kanonske table i zlatni kalež te kip sv. Antuna.
U 17. i 18. stoljeću u Funtanu doseljava podosta ljudi iz područja današnje Albanije i Crne Gore, bježeći pred Osmanlijama. Došljaci su se dobro asimilirali sa starosjediocima i uskoro naučili i jezik. Radilo se uglavnom o katolicima, iako ne uvijek.
Biskup Tomasini spominje 50 obitelji u Funtani, a točne podatke za 1806. i 1851. godinu donosi P. Kandler. Radi se o 182, odnosno 287 žitelja, čiji broj u manje od pola stoljeća biva gotovo udvostručen.
U Funtani je još od davnina upotrebljavan slavenski i romanski jezik, odnosno u vrijeme 19. st. talijanski i hrvatski. Funtanjanska škola bila je talijanska, a od 1897. "paralelka", tako da su roditelji po želji mogli upisati djecu u hrvatski ili talijanski razred. Uz funtanjansku školu vezuju se mnogi podaci, među kojima intervencija Matka Laginje 1892. godine, povezano s imenovanjem učitelja.
U Funtani je zabilježena davna tradicija crkvenoslavenskog pjevanja. Tijekom 19. st. čitav je niz svećenika glagoljao, a među njima su Matej Zuvanelić, Franjo Blečić, Jakov Senčar i Josip Ptašinski.
Bez obzira na blagodati mora, bogatu zemlju s izvorima i vodom, te tradicionalnim poljoprivrednim kulturama, u 19. je stoljeću bilo znatnih problema u prehrani stanovništva. Tome je u Funtani pogodovao krah vinogradarstva (pepelnica, filoksera, peronospora), ali također, poput drugih istarskih sredina, nepovezanost s unutrašnjošću Istre, što je limitiralo razmjenu proizvoda i iskustava. Izvještaji o gladi u Istri, posebice tijekom druge polovice 19. st., zabilježeni u stenogramima bečkog parlamenta veoma su česti.
Odlukama parlamenta, te Sabora u Poreču, Funtani su dodjeljivani razni prilozi, ponekad i u hrani. Jedna od najznačajnijih dodjela u iznosu od 600 K(runa) ticala se izgradnje ceste Funtana-Fuškulin, a datirana je godine 1905. Tada je Fuškulin spadao u porečku, a Funtana u vrsaransku mjesnu općinu (kao dio porečkog kotara), ali su oba mjesta još od izmjera u 16. i novog katastra sredinom 19. st., imala svoje precizno definirane katastarske općine. Vezano uz ribarstvo, funtanjanski su ribari još u vrijeme zadruge sredinom 20. st. davali Poreču 10% ulova iz Mulandrije, dok su na drugim mjestima (Valkanela, Figarolica i Koversada), funtanjanska i vrsaranska zadruga ribarile bez obaveza prema vrsarskoj ili bilo kojoj drugoj općini.
Važnost ribarstva, posebno u gospodarstvu 19. st., kada je veći dio stanovništva povremeno gladovao, bila je veoma velika, tako da gotovo da nije bilo obitelji bez svoje barke kojom se išlo u ribolov.
Poljoprivreda i ribarstvo sačinjavali su preko 70% udjela društvenog proizvoda krajem pedesetih godina 20. st., kada se u nekoliko postotaka stao iskazivati turistički promet, no do osamdesetih te su se vrijednosti potpuno izmijenile u korist ugostiteljstva i turizma. Njihov je postotak dosegao 70%, a poljoprivreda i ribarstvo spali su ispod 10%. Tijekom više od trideset godina, na prijelazu 19. u 20. st. i sve do početka Prvog svjetskog rata, Funtana je imala nagli porast registriranih ribarskih brodova i obrojenih čamaca, a od jednog čamca s dva člana posade 1881., došlo se do 25 brodova 31 registarske tone s 53 člana posade, čemu treba dodati 22 broda (obrojeni čamci) s 11 registarskih tona i 24 člana posade 1912. godine. Ribarski i obalni razvoj Funtane na prijelazu u 20. st. bio je među najintenzivnijima u Istri.
Što se pak tiče izgradnje samog pristaništa, kasnije nadograđivanog i popravljanog, akti spominju godinu 1865., a funtanjanska se luka često spominje u prometu i plovidbi priobalja.
Razdoblje između dva svjetska rata bilo je iznimno teško za Funtanu, kao i za ostatak Istre pod fašističkom represijom. Zatvorena je hrvatska škole, a dio stanovništva je na ovaj ili onaj način bio prisiljen otići iz svoga kraja.
Dio je Funtanjana, nažalost, emigrirao i u žalosnim događanjima nakon pobjede antifašističke borbe (u kojoj je sudjelovao i niz Funtanjana, a nekoliko ih je i poginulo) i pripojenja Istre matici Hrvatskoj, posebice dobrostojeće obitelji zemljovlasnika. Taj proces nije bio toliko izražen poput, primjerice, u mnogo "talijanskijem" Vrsaru, te je većina stanovnika ipak ostala, a doselilo je ljudi iz ostatka Hrvatske i tadašnje Jugoslavije, posebice iz Dalmatinske Zagore tijekom pedesetih godina.
Općina Funtana dala je svoj obol u Domovinskom ratu. Hrvatski branitelj Sabid Huskić poginuo je 1991. godine u obrani Hrvatske na pakračkom ratištu. Hrvatski branitelj Stipan Liović iz Funtane poginuo je u oslobodilačkoj akciji Oluji gdje je sudjelovao kao dragovoljac i pripadnik 154. domobranske pukovnije,  a poginuo je prilikom jednog od okršaja s pripadnicima vojske takozvane Republike Srpske na rijeci Uni. Najavljeno je postavljanje spomen-obilježja obojici hrvatskih branitelja, a spomenik će biti donacija Kiparske škole Montraker te općina Vrsar i Funtana.

## Šport
- NK Funtana, nogometni klub
- BK Funtana, boćarski klub

## Vanjske poveznice
- Službene stranice
- Turistička zajednica Funtane - službene stranice
- www.istra.com: Funtana